# Tupí-guaraní
Tupí-guaraní-språk är den största undergruppen av tupianska språk, som talas av urbefolkningsgrupper i Sydamerika. Glottolog definierar 48 levande språk i sex undergrupper. Bland dessa dominerar guaraní, som är officiellt språk och majoritetsspråk i Paraguay och tupí, som talas av tupifolket i Brasilien.
Ett annat av språken är ka'apor, som talas av ka'apor i delstaten Maranhão i Brasilien.
Ord som ananas, jaguar, tapioka, jakaranda, anhinga, cariocas, och capoeira har tupí-guaranískt ursprung.